# The Hurricane
The Hurricane (bra: Hurricane - O Furacão; prt: O Furacão) é um filme estadunidense de 1999, do gênero drama biográfico, dirigido por Norman Jewison, com roteiro de Armyan Bernstein e Dan Gordon baseado nos livros The Sixteenth Round: From Number 1 Contender to #45472, de Rubin "The Hurricane" Carter, e Lazarus and the Hurricane: The Freeing of Rubin "Hurricane" Carter, de Sam Chaiton e Terry Swinton.
Com Denzel Washington no papel-título, o filme conta a história do ex-campeão dos pugilistas pesos-médios que foi condenado por triplo homicídio num bar em Peterson (Nova Jersey). O filme também retrata sua vida na prisão e como ele teria sido libertado graças à compaixão de um adolescente do Brooklyn chamado Lesra Martin e sua família adotiva canadense.

## Prêmios e indicações
| Prêmio/evento           | Categoria                  | Recipiente        | Resultado |
| ----------------------- | -------------------------- | ----------------- | --------- |
| Oscar 2000              | Melhor ator                | Denzel Washington | Indicado  |
| Globo de Ouro 2000      | Melhor ator - drama        | Denzel Washington | Venceu    |
| Globo de Ouro 2000      | Melhor filme - drama       |                   | Indicado  |
| Globo de Ouro 2000      | Melhor direção             | Norman Jewison    | Indicado  |
| Festival de Berlim 2000 | Melhor ator (Urso de Ouro) | Denzel Washington | Venceu    |
| Festival de Berlim 2000 | Prêmio do Júri             |                   | Venceu    |

## Elenco
- Denzel Washington como Rubin "The Hurricane" Carter
- Vicellous Reon Shannon como Lesra Martin
- Deborah Kara Unger como Lisa Peters
- Liev Schreiber como Sam Chaiton
- John Hannah como Terry Swinton
- Dan Hedaya como det. sgt. Della Pesca
- Debbi Morgan como Mae Thelma Carter
- Clancy Brown como tte. Jimmy Williams
- David Paymer como Myron Beldock
- Harris Yulin como Leon Friedman
- Rod Steiger como juiz H. Lee Sarokin
- Vincent Pastore como Alfred Bello
- Beatrice Winde como Louise Cockersham

## Produção
O ator Denzel Washington e Rubin Carter trabalharam juntos durante a produção do filme. O diretor premiado/produtor Norman Jewison considera The Hurricane o seu melhor trabalho.

## Lançamento

### Bilheteria
O filme estreou na América do Norte em lançamento limitado em 29 de dezembro de 1999. O bruto da primeira semana foi 384 640 dólares (11 telas) e as receitas totais para a execução foram 50 668 906 dólares. Na sua maior lançamento do filme foi apresentado em 2 148 cinemas. Ele fechou a semana de 14 de abril de 2000. O filme havia sido exibido por 16 semanas.

### Resposta da crítica
Atualmente, o filme tem uma classificação "Fresh" de 83% em Rotten Tomatoes, com base em 113 opiniões.

## Controvérsias
O filme foi criticado por deturpar muitos dos fatos da vida de Carter, de seus antecedentes criminais, militares, relatórios da polícia e documentação do tribunal. Tais críticos incluem: Cal Deal, repórter do Herald-News; Larry Elder; Thomas Clough; Barbara Burns, a filha da vítima Hazel Tanis; George Kimball do The Irish Times; Milan Simonich do Pittsburgh Post-Gazette; Lona Manning; Repórter do The New York Times Robert Lipsyte; Paul Mulshine do The Newark Star-Ledger; e Jack Newfield do New York Post, que afirmou: "Eu sabia que Rubin Carter, participou de suas lutas, cobriu o novo julgamento e eu não vi tanta realidade na tela."
O crítico de cinema David Denby, do The New Yorker, comentou: "Falso, evasivo e factualmente muito fina - um conto de fadas liberal."

## Ação judicial
O ex-campeão mundial de peso médio Joey Giardello processou os produtores do filme por difamação sobre a interpretação dada à sua luta com Carter, onde foi apresentado um "desfecho racista". "Isso é uma piada, ele disse ao New York Daily News, ele não me bateu tanto assim nos 15 rounds. Praticamente todos os especialistas de boxe dirão que eu ganhei a luta." O árbitro Robert Polis, que assinalou 72-66 em favor do Giardello, declarou: "Eles retrataram Joey Giardello como um lutador incompetente. Eu achei isso ridículo." Até o próprio Carter concordou que Giardello era o legítimo vencedor.
Posteriormente, o caso foi resolvido fora do tribunal. Os produtores pagaram ao campeão aposentado uma bolsa e fizeram um acordo, com Jewison, o qual incluia uma declaração, no DVD, com a seguinte mensagem: "Giardello sem dúvida foi um grande lutador".

## Trilha sonora
| Faixa | Título                                    | Artista(s)                                                                             | Compositor(es) | Duração |
| ----- | ----------------------------------------- | -------------------------------------------------------------------------------------- | --- | ------- |
| 1     | "Hurricane"                               | The Roots com Black Thought, Common, Mos Def, Dice Raw, Flo Brown e os Jazzyfatnastees | Tariq Trotter, Tracey Moore, Mercedes Martinez, Karl Jenkins, Lonnie "Common" Lynn, Dante "Mos Def" Smith, Falana Brown, Scott Starch | 5:39    |
| 2     | "Little Brother"                          | Black Star                                                                             | | 4:01    |
| 3     | "Love Sets You Free"                      | Kelly Price e Aaron Hall                                                               | | 4:06    |
| 4     | "I Don't Know"                            | The Jazzyfatnastees                                                                    | | 3:19    |
| 5     | "Isolation"                               | Meshell Ndegeocello                                                                    | | 4:57    |
| 6     | "The Revolution Will Not Be Televised"    | Gil-Scott Heron                                                                        | Heron | 3:05    |
| 7     | "One More Mountain (Free Again)"          | K-Ci & JoJo                                                                            | | 3:41    |
| 8     | "Hurricane"                               | Bob Dylan                                                                              | Dylan, Jacques Levy | 8:33    |
| 9     | "Hard Times (No One Knows Better Than I)" | Ray Charles                                                                            | Charles | 2:55    |
| 10    | "In The Basement part 1"                  | Etta James                                                                             | Billy Davis, Raynard Miner, Carl Smith                                                                                                | 2:22    |
| 11    | "Still I Rise"                            | Melky Sedeck                                                                           | | 4:15    |
| 12    | "I Don't Know"                            | Ruth Brown                                                                             | Brook Benton, Bobby Stevenson | 2:53    |
| 13    | "So Amazing"                              | Clark Anderson                                                                         | Anderson, Summer Anderson | 4:32    |
| 14    | "The Suite"                               | Christopher Young                                                                      | Young | 7:18    |